# Josep Oriol
Sant Josep Oriol (Barcelona, 23 de novembre de 1650 - 23 de març de 1702) va ésser un prevere barceloní. És venerat com a sant per l'Església Catòlica i té una particular devoció a Barcelona. Era un barceloní de soca-rel que, tot i que era una persona molt espiritual, vivia plenament la realitat del seu temps. Es diu que tenia poders profètics i miraculosos. Se li atribuïren curacions de cecs, sords, coixos i paralítics i la resurrecció de morts. És anomenat "Taumaturg de Barcelona". En una època en què la sanitat pública era inexistent i només els rics podien accedir als professionals de la salut, ell es donava als malalts i els atenia amb els mitjans que eren al seu abast: els rentava les ferides, els posava ungüents, els donava remeis casolans, els atenia i pregava amb ells. El juny de 1687 comença a exercir com a beneficiat de l'església del Pi i, des del primer moment, cada final de mes quan cobrava el que li corresponia del benefici, els pobres ja l'esperaven a la porta i ell els ho repartia gairebé tot. Aquesta benèfica tasca i la seva austeritat, el portaria a ésser conegut com el doctor Pa i Aigua.

## Biografia
Nasqué al carrer d'en Cuc (avui, Mare de Déu del Pilar) el 23 de novembre de 1650 i fou batejat a Sant Pere de les Puel·les el mateix dia. Era el fill petit de vuit germans de Joan Oriol i Vaquer i Gertrudis Bogunyà i Martí. De petit va viure al barri de la Ribera. Escolà de Santa Maria del Mar, fa els estudis a la Universitat de Barcelona, obtenint el títol de Doctor en Teologia l'1 d'agost de 1674. Ordenat prevere el 30 de maig de 1676, va cantar la seva primera missa a l'església de Canet, el 29 de juny de 1676. Exerceix el seu ministeri a l'Oratori de Sant Felip Neri i, sobretot, a la Parròquia de Santa Maria del Pi de la qual és beneficiat des de 1686. La família de la seva mare va tenir una bona relació amb la família Milans de Canet de Mar. Josep Oriol va rebre un benefici al seu favor a l'inici de la seva carrera eclesiàstica de Marc Antoni Milans i Macià qui, anys més tard, confiaria l'educació del seu fill Tomàs Milans i Godayol al futur sant. Desitjant el martiri, anà a Roma l'abril de 1698 per a oferir-se per anar com a missioner a terres llunyanes, però caigué malalt a Marsella i va tornar a Barcelona. Resideix al carrer de la Flor (tocant a Canuda) i mor el 23 de març de 1702 al carrer de la Dagueria. Va ser enterrat a l'església del Pi.

## Veneració
Va ser beatificat per Pius VII el 5 de setembre de 1806 i canonitzat per Pius X el 20 de maig de 1909. La seva festivitat és el 23 de març, en l'aniversari de la seva mort. La Basílica de Sant Josep Oriol, construïda a Barcelona entre 1915 i 1926, està dedicada a Sant Josep Oriol.

## Iconografia
Obresː
- Escultura de fusta policromada, de cap a 1800. Església de Sant Felip Neri, Barcelona
- Sant Josep Oriol guarint Pere Cristòbal, "El trempat", Pintura de Joseph Flaugier al Museu d'Història de Barcelona (1810)
- Bust de Sant Josep Oriol de terra cuita, atribuIt a Ramon Amadeu (MUHBA)
- Escultura d'Agapit Vallmitjana a la façana de la catedral de Barcelona (1887-1890)

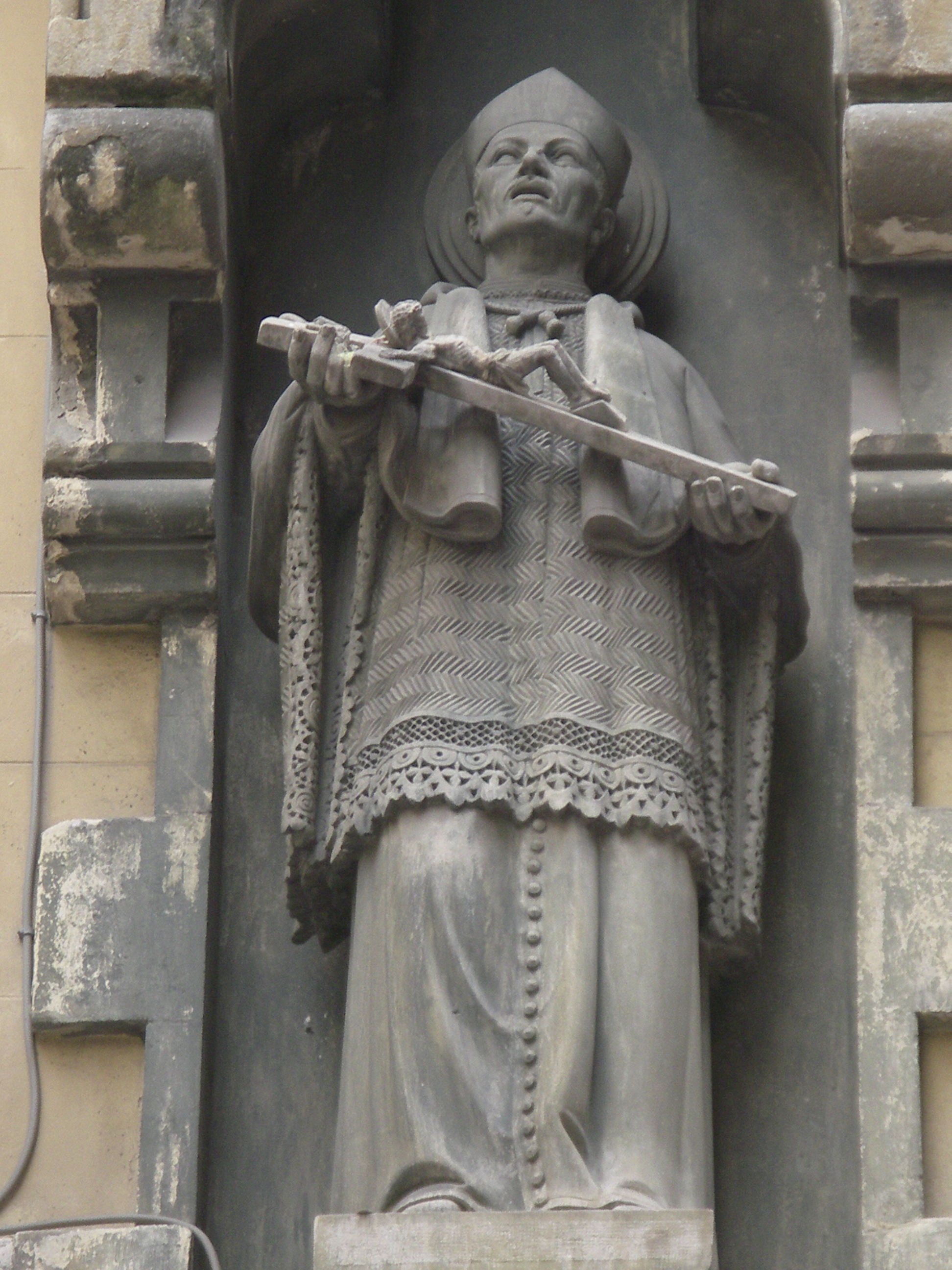
Estàtua a la plaça del seu nom, a Barcelona
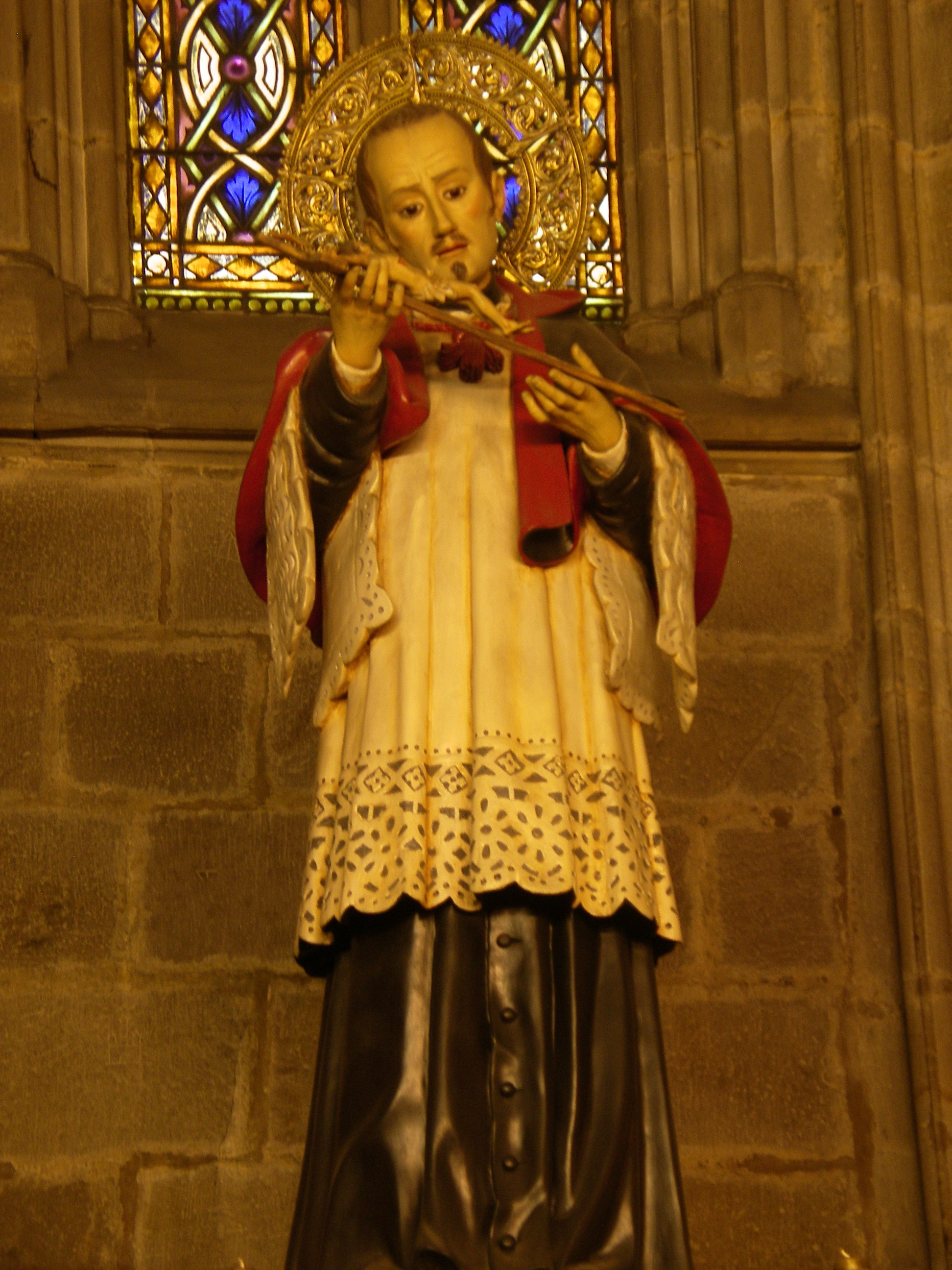
Talla de Sant Josep Oriol a la Catedral de Barcelona
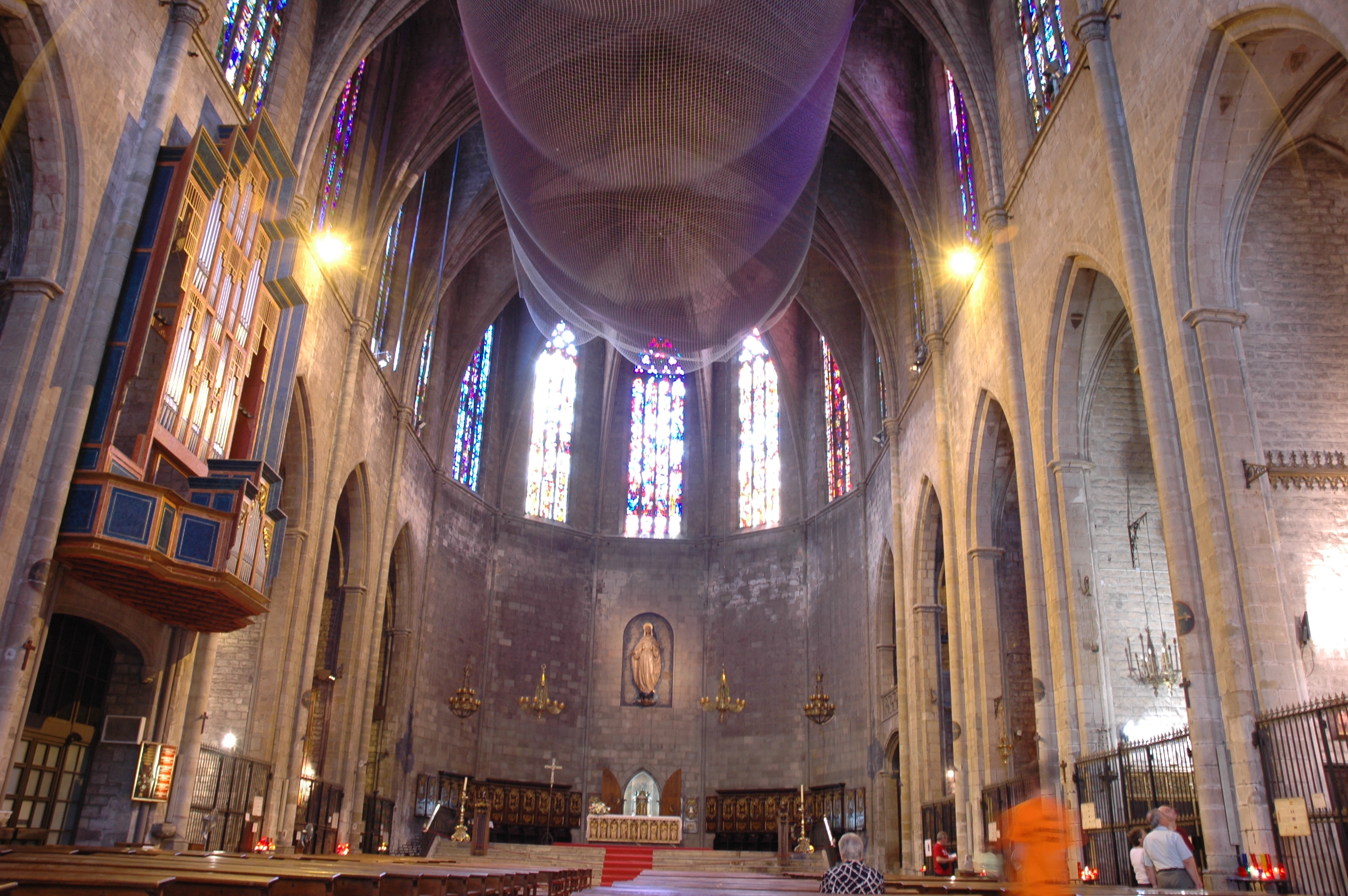
Basílica de Santa Maria del Pi, lloc d'enterrament de Sant Josep Oriol.
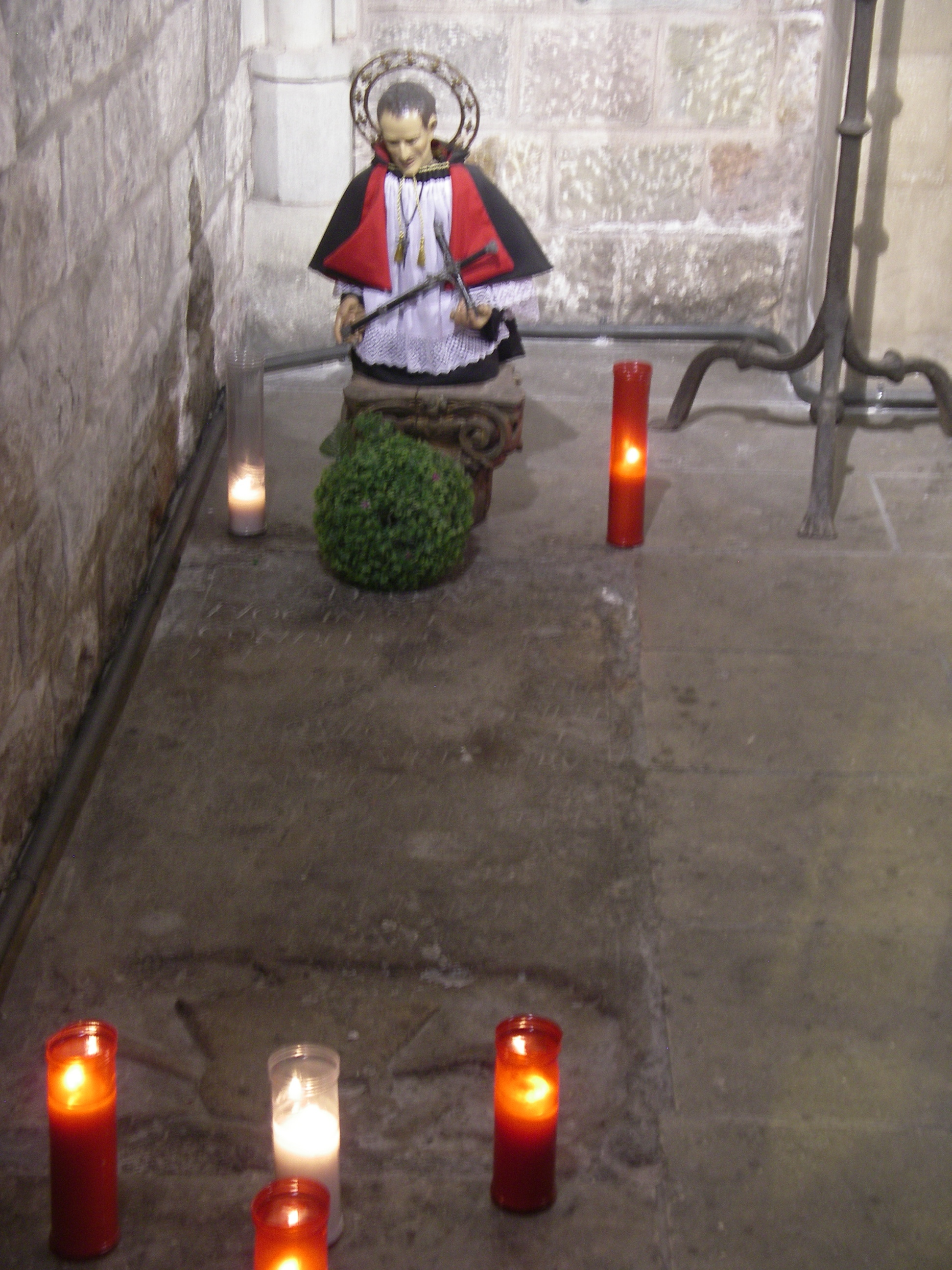
Tomba a l'Església del Pi.
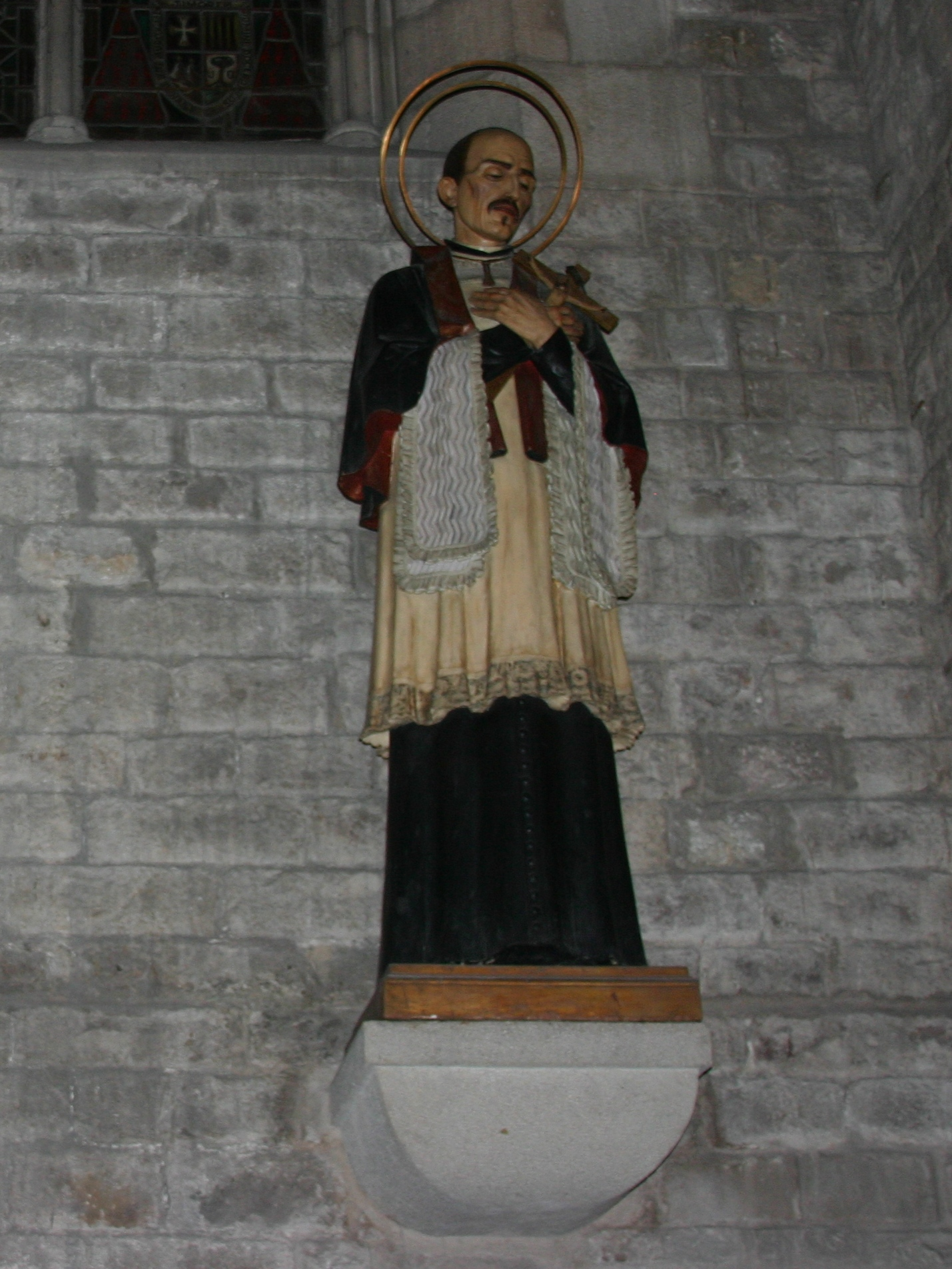
Basílica de Santa Maria del Mar